# François de Lorraine (1599-1672)
Pour les articles homonymes, voir François de Lorraine.
François de Lorraine-Chaligny, fils d'Henri de Lorraine, comte de Chaligny, et de Claude de Moy, né à Fougères le 13 janvier 1599, mort à Dieuze le 10 juin 1671, fut évêque de Verdun de 1623 à 1661. Il est inhumé une première fois en l’église du couvent des capucins de Varangéville puis ses restes sont transférés dans l'église des Cordeliers de Nancy.

## Biographie
D'un caractère vif et impétueux mais cadet d'une maison souveraine, il se destine à une carrière religieuse et est nommé doyen du chapitre de la cathédrale de Cologne, l'archevêque de Cologne étant l'un des sept princes ayant reçu la dignité électorale.
En 1623, son frère se démet de l'évêché de Verdun en sa faveur. Le nouvel évêque doit continuer la lutte contre l'administration française qui décide de construire une citadelle. Le pays, ravagé et pas encore remis des guerres de Religion, doit accueillir un grand nombre de soldats et d'ouvriers et se retrouve incapable d'assurer la subsistance de toute la population. L'évêque en appelle au roi, mais n'obtient que de vagues réponses. Les relations s'enveniment à la fin 1626, quand on projette de détruire plusieurs églises pour édifier la citadelle. Le 3 janvier 1626, François affiche une sentence d'excommunication contre tous ceux qui participeraient à la destruction des églises, mais il doit se réfugier à Cologne. Il ne revient dans son diocèse qu'en 1648 à la fin de la guerre de Trente Ans qui a ravagé son diocèse.
Mais n'ayant plus la force de lutter, et n'étant que simplement tonsuré et non ordonné prêtre, il abandonne ses bénéfices ecclésiastiques en 1661 et épouse Christine de Massauve, baronne de Saint-Menge.

## Source
- Georges Poull, La Maison ducale de Lorraine, Nancy, Presses universitaires de Nancy, 1991, 575 p. [détail de l’édition] (ISBN 2-86480-517-0)